# Snus

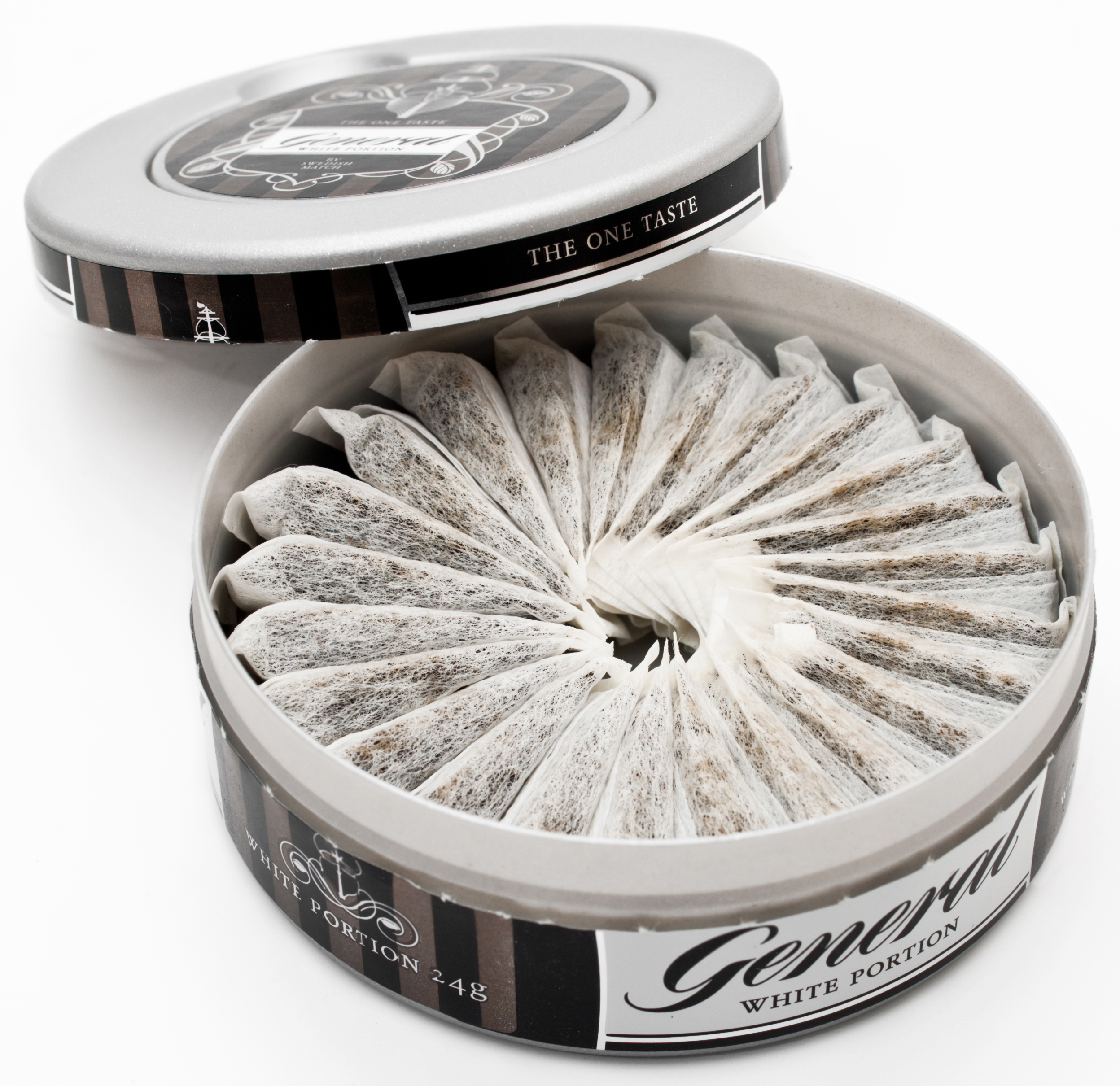
Caja de snus de la marca General, comercializado en Suecia.

El snus (/ˈsnʉːs/) es un estimulante sin humo que contiene nicotina, y que a diferencia del rapé, se consume por vía oral.
El snus sueco es una mezcla de tabaco finamente picado, agua y sal. También puede incluir aromatizantes como, por ejemplo, aceite de bergamota, esencia de rosas o regaliz.
El snus sueco no debe confundirse con el tabaco de mascar ni con productos estadounidenses que se dejan fermentar antes de procesarlos. El snus sueco se fabrica mediante un proceso de pasteurización en caliente (sin fermentar).
La nicotina se deposita en la boca y la sangre la transporta al resto del cuerpo provocando un efecto estimulante. Muchos consideran al snus como una alternativa más sana que fumar tabaco. En la actualidad, en Suecia la gente consume más snus (19 %) que cigarrillos (10 %).

## Historia
El tabaco sin humo comenzó a consumirse en Suecia en forma de rapé, un hábito importado por la aristocracia francesa. El snus aparece mencionado como tal, por primera vez, en documentos oficiales suecos del año 1637.
El tabaco comenzó a cultivarse a gran escala en Suecia a finales del siglo XVIII. La producción de snus se convirtió en una tarea de especialistas. Las primeras recetas datan de esta época, muchas de las cuales perviven en la actualidad como, por ejemplo, Göteborgs Rapé, Röda Lacket, General y Ettan. El snus se estuvo produciendo de manera artesanal hasta finales del siglo XIX, cuando la producción se industrializó.
Jacob Fredric Ljunglöf, un productor de tabaco, buscó una manera de acortar y simplificar la producción de snus. Entre otras cosas, estaba insatisfecho con la cantidad de tiempo que necesitaba el tabaco para comenzar a madurar y desarrollar su sabor. Por ello, acudió a su amigo y químico Jacob Berzelius. Con la ayuda de Berzelius, Ljunglöf comenzó a utilizar ceniza húmeda de abedul para, a continuación, calentar rápidamente el tabaco. De este modo, la preparación se demoraba tan solo unos pocos días. Así, dejó de ser necesario fermentar el snus sueco. En muy poco tiempo, el snus de Ljunglöfs se convirtió en líder del mercado y en la actualidad aún es posible comprarlo bajo el nombre de Ettan.
Al principio, el snus se consumía suelto. Pero desde que en 1976 se presentó con éxito el formato en porciones, casi todas las personas que lo consumían se decantaron por este último. El lanzamiento del snus en porciones trajo consigo además un aumento en la proporción de consumidoras (en la actualidad las mujeres representan el 23 % de todos los consumidores suecos).

## Efectos sobre la salud
Los defensores del principio conocido como «reducción de los daños» relacionados con la nicotina, defienden el snus como una alternativa menos dañina a los cigarrillos y el tabaco para mascar.
Entre 1978 y 1992 se estudiaron en profundidad los hábitos de 300 000 trabajadores de la construcción y no se pudo detectar ninguna relación entre el consumo de snus y el cáncer bucal o pulmonar. Este estudio constató sin embargo que los consumidores de snus tenían más probabilidades en desarrollar cáncer pancreático. A pesar de ello, los riesgos para la salud del consumo de snus en comparación con el hábito de fumar son notablemente más bajos.
La nicotina es un estimulante del sistema nervioso simpático, lo que conlleva un aumento del pulso y la presión arterial. Las personas con la tensión alta no deben, por tanto, consumir snus, como tampoco deben hacerlo las mujeres embarazadas.
A finales de los años 60, el número de informes alarmantes sobre los peligros del tabaco era cada vez mayor. En esta época fue cuando comenzó a aumentar el número de consumidores de snus, ya que casi todos ellos abandonaron el hábito de fumar durante gran parte de siglo XX.
Desde que el 1 de junio de 2005 se prohibió fumar en restaurantes, una medida que ha contado con el apoyo de la mayoría de la población, el consumo de snus no ha dejado de aumentar.
En la actualidad, la proporción de hombres suecos que consumen snus (19 %) es superior a la que fuma cigarrillos (10 %). Suecia ha sido el único país europeo que ha cumplido el objetivo establecido por la Organización Mundial de la Salud: reducir hasta el 20 %, como máximo, la proporción de población adulta que fuma cigarrillos a diario. La opinión mayoritaria es que esto se debe al uso generalizado del snus. En el programa 60 Minutes del canal norteamericano CBS se hicieron eco del fenómeno del snus sueco.

## Producción
En la producción del snus sueco se emplean muchos tipos de tabaco de todas las partes del mundo. Todos ellos se secan al aire (anteriormente se empleaba tabaco fire-cured, pero dejó de utilizarse por causa de sus perjuicios para la salud). Durante la producción, el tabaco se mezcla con agua, sal y carbonato sódico. Posteriormente, se añaden aromas tales como aceite de bergamota, esencia de rosas, regaliz o especias.
La diferencia más importante entre el snus sueco y otros productos del tabaco sin humo, es que el snus sueco no se fermenta. El snus fermentado presenta una concentración notablemente más alta de nitrosaminas peligrosas si se compara con el snus sueco, que se trata con calor mediante un proceso de pasteurización.
El snus sueco está sujeto a la legislación sobre alimentos, al igual que su producción, en cuanto a los requisitos de calidad exigidos. Además de estas disposiciones jurídicas vinculantes, Swedish Match, el fabricante líder del mercado, ha establecido unos estándares de calidad aún más estrictos denominados GothiaTek. Swedish Match es en la actualidad el fabricante líder con una cuota cercana al 85 % del total del mercado sueco de snus.

### Snus suelto
La forma de consumo original del snus era suelto. En la actualidad, se comercializa snus suelto en pequeñas latas (40 g aprox.). Para consumirlo, se toma un pellizco de snus entre los dedos y se deposita debajo del labio superior.

### Snus en porciones
En 1973 se comenzó a comercializar el snus en porciones, envasado para su consumo en pequeñas bolsas de un material similar al de las bolsitas de té. Estas pequeñas porciones contienen aproximadamente, cada una, un gramo de snus. El snus en porciones se comercializa en el mismo tipo de latas que el snus suelto. Cada lata contiene unas 20-25 porciones.
En los últimos años ha ido ganado terreno un nuevo tipo de porción, la conocida como «porción blanca». Se trata de una bolsita de snus menos húmedo. Esto reduce la salivación en la boca al consumirlo y la nicotina también se distribuye durante más tiempo.

## Uso
En la actualidad, el snus se usa en los países siguientes:
- Finlandia
- Suecia
- Noruega
- Estados Unidos
- Rusia
- Dinamarca
- Canadá
- Malasia
- Israel
- India
- Austria
- Suiza
- Alemania
- República Checa
- Francia
- México
- Hungría

## Marcas
General: la receta fue creada por Johan A. Boman en 1850. Las ventas aumentaron rápidamente y en muy poco tiempo tuvo que dedicar toda una fábrica a su producción para poder hacer frente a la demanda. La mezcla es la misma que la actual: 22 tipos de tabacos y unas gotas de aceite de bergamota. Esta marca es una de las más exclusivas, además de ser líder del mercado sueco desde 1995.
Ettan: el snus moderno sueco es una creación del productor de tabaco Jacob Fredrik Ljunglöf. Con la ayuda del famoso químico Jacob Berzelius, fue capaz de reducir a tan solo unos días el tiempo necesario para su preparación. Su snus, sobre todo, ofrecía mejor sabor y se manipulaba como un producto fresco, lo que convirtió rápidamente a Jacob Fredrik Ljunglöf en un hombre acaudalado. Pero el éxito de Ettan fue aún mayor cuando su hijo Knut asumió la dirección de la empresa. Knut Ljunglöf se convirtió en uno de los hombres más ricos de aquella época y adoptó un estilo de vida bastante extravagante. Además, donó grandes cantidades de dinero de forma anónima para los pobres de Estocolmo. La receta de Hans para el snus Ettan no ha sufrido modificaciones y en la actualidad es una de las marcas de snus más vendida del mercado sueco.